# Менгдены

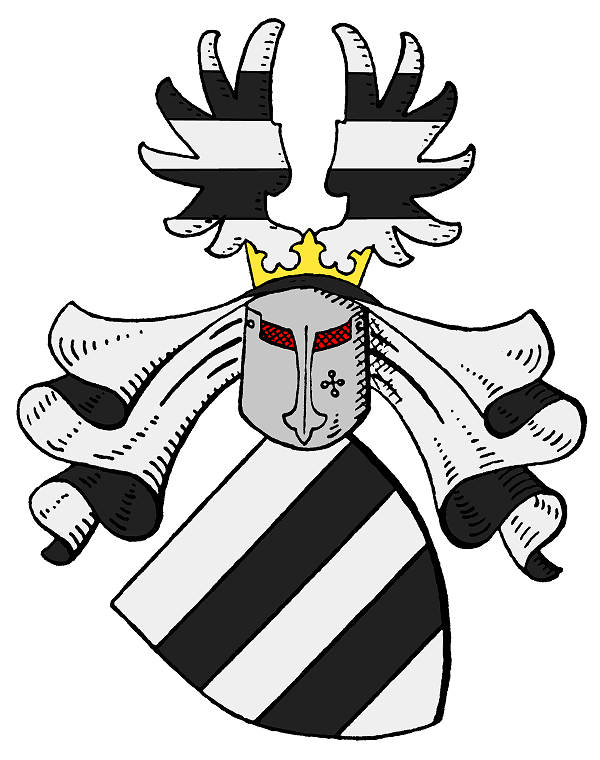

Менгден (нем. Mengden) — графский и баронский род, происходящий из Вестфалии. Род записан в дворянские матрикулы Лифляндской и Эстляндской губерний и в V часть родословной книги Костромской и Петроградской губерний.
Иоанн фон Менгден (ок 1400—1469), прозванный Остгоф, был магистром тевтонского ордена в Ливонии (1450—1469). Лифляндский ландрат Оттон фон Менгден грамотой Шведской королевы Христины, от 12 июля 1653 года был возведён, «с нисходящим его потомством, в баронское королевства Шведского достоинство». Прапорщик лейб-гвардии драгунского полка Карл-Вольдемар Эрнестович фон Менгден, находившийся по происхождению в прямой линии от барона Оттона фон Менгдена был утверждён в баронском достоинстве определением Правительствующего сената от 20 сентября 1848 года. 
Правнучкой барона Оттона фон Менгдена была баронесса Юлиана фон Менгден. Её двоюродный брат, барон Карл Людвиг (1706—1761), был президентом камер- и коммерц-коллегии; он играл значительную роль при Анне Леопольдовне, а после воцарения Елизаветы Петровны в 1742 году был сослан в Нижнеколымский острог, где и умер в 1761 году. Его брат Иоанн Генрих был председателем лифляндского гофгерихта.
Одна ветвь Менгденов получила в 1779 году графский титул Римской империи — камер-юнкер барон Эрнст Рейнгольд Менгден (1726—1798).   
В 1557 году, при нашествии русских на Ливонию, Эрнст Менгден был взят в плен и увезён в Москву. Его внук Юрий Андреевич (ум. после 1702 г.) был первым полковником Преображенского полка, а правнук Иван Алексеевич (ум. 1731, Астрахань) сражался под Полтавой (1709), при Екатерине I был казанским (1725) и астраханским губернатором (1726—1731). Из потомков последнего барон Владимир Михайлович (1825—1910) — член Государственного совета, а брат его Александр (1819—1903) — дипломат.
Род графов и баронов Менгден записан в дворянские матрикулы Лифляндской и Эстляндской губерний и в V часть родословной книги Костромской и С.-Петербургской губерний.

## Геральдика
Герб фон Менгденов являлся одним из первых дворянских гербов, бытовавших в России. Между декабрём 1685 года и 25 января 1686 года он был представлен в Палату родословных дел в числе доказательств, обосновывающих право семьи на внесение в родословную книгу.
Известен интересный в геральдическом и генеалогическом отношении экслибрис В.Н. фон Менгдена, в котором соединены четыре герба: фон Менгденов, баронов фон Фёлькерзамов, баронов Брюнингов и фон Вульфов, т.е. самого владельца и его ближайших родственников: бабка по отцу, деда по матери и бабки по матери соответственно.
Помимо этого Николай Фон Менгден-Альтенвог, внук графа Менгдена, Георгия Фёдоровича, из старшей, графской ветви Фон Менгден, был женат на Марии Николаевне Лейхтенбергской (1907—1992), дочери , владетельного герцога Николая Николаевича Лейхтенбергского (владел имением Рут, во Франции, с землёй, откуда родом была их старшая родоначальная ветвь Богарне), официально, вновь пожалованный герцог Лейхтенбергский (официально именовался воспитанником герцога), старший брат Лейхтенбергского, Георгия Николаевича (из за морганатического брака его отца Николая Максимилиановича, 4-й герцога Лейхтенбергского, и его матери Акинфовой, Надежды Сергеевны). Что в первом, что во втором случае, последующие браки были морганатические, так как титулы были Германского происхождения, из за этого входили в ординат Священно-Римской Империи (имущество и недвижимость, земли, были неделимым и неотчуждаемым имуществом. Усадьбы в составе ординации нельзя было ни продать, ни заложить (принцип фидеикомисса), за пределами империи и не входившие в ординат империи рода).

## Известные представители фамилии

### Баронский род
- Менгден, Амалия Георгиевна (1799—1864)
- Менгден, Евгений Евстафьевич фон (1804—1871)
- Менгден, Евстафий Романович (1798—1874)
- Менгден, Иван Алексеевич (?—1731)
  - Менгден, Михаил Александрович (1781—1855) — правнук Ивана Алексеевича Менгдена
    - Менгден, Александр Михайлович (1819—1903)
    - Менгден, Николай Михайлович (1821—1888)
    - Менгден, Владимир Михайлович (1825—1910)
- Менгден, Иоганн Карл[нем.] (1730—1796)[3]
- Менгден, Карл Людвиг (1706—1761)[4]
- Менгден, Карл Эрнестович (1821—1883)[5]
- Менгден, Юлиана Магнусовна (1719—1787)

### Графский род
- Барон Менгден, Иоанн Генрих (1701—1768)[6]
  - Менгден, Эрнст Бурхард (1738—1797)
    - Менгден, Георг (1765—1812)
      - Менгден, Фёдор Егорович (1804—1887)
        - Менгден, Георгий Фёдорович (1836—1902)
          - Менгден, Георгий Георгиевич (1861—1917)

### Прочие
- Менгден, Александр Александрович[7]
- Менгден, Георг фон (Юрий Андреевич)
- Менгден, Иван Иванович[8]
- Менгден, Фридрих Вильгельмович[9]